# Фрёкен Юлия (фильм, 1999)
«Фрёкен Юлия» (англ. Miss Julie) — фильм по одноимённой пьесе Августа Стриндберга, снятый в 1999 году британским режиссёром Майком Фиггисом.

## Сюжет
Действие происходит в Швеции конца XIX века, в графском доме. В Иванову ночь мисс Юлия танцует на вечеринке для слуг. Она обращает внимание на Яна, который, несмотря на низкое происхождение, умеет хорошо говорить. Ян помолвлен с кухаркой Кристиной. Пока его невеста спит, Ян проводит время с мисс Юлией. Наутро они даже хотят бежать вместе, но ни к каким действиям эти планы не приводят. В итоге конфликт двух разных миров, двух разных социальных слоёв приводит к трагическому концу.

## В ролях
- Саффрон Берроуз — Юлия
- Питер Маллан — Ян
- Мария Дойл-Кеннеди — Кристина
- Джоанна Пейдж — слуга

Изначально режиссёр хотел пригласить на главную роль Николаса Кейджа. Но после того как Кейдж сыграл в его ленте «Покидая Лас-Вегас» и получил премию «Оскар» за лучшую мужскую роль, гонорары актёра настолько возросли, что создателям картины он был уже не по карману.

## Особенности
В фильме Фиггис впервые использует поликадр. Картина решена в грязно-зелёной цветовой гамме, которая отражает неустойчивое эмоциональное состояние героини. Большинство сцен в фильме построено на диалогах.
.